# N241 (België)
De N241 is een gewestweg in België tussen Vorst (N265a) en Ukkel (N5). De weg heeft een lengte van ongeveer 4 kilometer.
De route gaat achtereenvolgens via de Koningin Maria-Hendrikalaan, Besmelaan, Albertlaan en Winston Churchillaan.
De gehele weg bestaat uit twee rijstroken in beide rijrichtingen samen, waarvan op de Albertlaan en Winston Churchillaan de rijbanen gescheiden zijn.